# Norvège aux Jeux olympiques d'hiver de 2006
Cet article contient des informations sur la participation et les résultats de la Norvège aux Jeux olympiques d'hiver de 2006 à Turin en Italie. La Norvège a été représentée par 81 athlètes.

## Médailles
|         | Médaille d'or | Médaille d'argent | Médaille de bronze | Total |
| ------- | ------------- | ----------------- | ------------------ | ----- |
| Norvège | 2             | 8                 | 9                  | 19    |

- Liste des vainqueurs d'une médaille (par ordre chronologique)
  - Ole Einar Bjørndalen  en biathlon 20 km H Résultats
  - Halvard Hanevold  en biathlon 20 km H Résultats
  - Magnus Moan  en combiné nordique individuel H (K95 / 15 km) Résultats
  - Kari Traa  à l'épreuve des bosses F Résultats
  - Frode Estil  en ski de fond sur 30 km poursuite H Résultats
  - Lars Bystøl  en saut à ski NH individuel Résultats
  - Roar Ljøkelsøy  en saut à ski NH individuel Résultats
  - Kjersti Buaas  en snowboard Halfpipe F Résultats
  - Jens Arne Svartedal et Tor Arne Hetland  en ski de fond en sprint par équipe H Résultats
  - Halvard Hanevold  en biathlon sprint 10 km H Résultats
  - Frode Andresen  en biathlon sprint 10 km H Résultats
  - Marit Bjørgen  en ski de fond sur 10 km classique F Résultats
  - Hilde Pedersen  en ski de fond sur 10 km classique F Résultats
  - Ole Einar Bjørndalen  en Biathlon en poursuite 12,5 km H Résultats
  - Kjetil André Aamodt  en ski alpin Super G H Résultats
  - Lars Bystøl  en saut à ski grand tremplin (k125) Résultats
  - Lars Bystøl, Bjørn Einar Romøren, Tommy Ingebrigtsen et Roar Ljøkelsøy  en saut à ski par équipe Résultats
  - Magnus Moan  en combiné nordique en sprint Résultats
  - Ole Einar Bjørndalen  au biathlon départ groupé 15 km H Résultats

## Épreuves

### Biathlon
Hommes
Femmes

### Combiné nordique
Hommes

### Curling
Hommes
Femmes

### Patinage de vitesse
Hommes
- Eskil Ervik

Femmes

### Patinage de vitesse sur piste courte
Hommes
Femmes

### Saut à ski
Hommes

### Skeleton
Hommes
Femmes

### Ski acrobatique
Hommes
Femmes

### Ski alpin
Hommes
Femmes

### Ski de fond
Hommes
Femmes

### Snowboard
Hommes
Femmes